# Hipocinèsia
La hipocinèsia, del grec hipo= poc i cinèsia= moviment, fa referència a la disminució del moviment corporal. Aquesta alteració està molt present en malalties com el Parkison o malalties de salut mental. L'origen d'aquest símptomes és un trastorn en el gangli basal. Els ganglis basals són un grup de nuclis del cervell interconnectats amb el còrtex cerebral, el tàlem i el tronc de l'encèfal. Els ganglis basals dels mamíferes s'associen a moltes funcions: control motor, cognició, emocions i aprenentatge.

## Fisiopatologia
Són molts els neurotransmissors que estan relacionats amb la hipocinèsia, Alguns d'ells són: GABA i glutamat, dopamina i neurobiologia.

### GABA i glutamat
GABA és un neurotransmissor inhibidor present en el sistema nerviós central igual que el glutamat com a excitador. Aquests dos neurotransmissors influeixen en l'aparició de la hipocinèsia. El glutamat provoca l'alliberació de la GABA del còrtex i, en conseqüència, disminueix l'activitat motora. Si la quantitat de glutamat és molt alta pot no desencadenar-se moviment.
Generalment, aquests dos neurotransmissors interactuen amb la dopamina i al mateix temps entre si.

### Dopamina
La dopamina és un neurotransmissor que està present en una gran varietat d'animals, tant vertebrats com invertebrats. Al cervell, aquesta fenitilamina funciona com a neurotransmissor que activa cinc tipus de receptors (D1, D2, D3, D4, D5) i les seves variants. És produïda en diverses àrees del cervell, sobretot a la substància grisa i a l'àrea ventral tegmental
La dopamina és el principal neurotransmissor implicat en l'aparició de la hipocinèsia. Aquesta substància és essencial per dur a terme el circuit basal-tàlemcortical que desencadena la funció motora. La via dopaminèrgica en la substància negre és essencial per la funció motora i generalment, una disminucuó d'aquesta produeix aquest símptomes. En el tractament de la hipocinèsia s'intenta envitar la disminució de la dopamina o incrementar la seva quantitat.

### Altes neurotransmissors: neurobiologia
La simptomatologia hipocinètica està relacionada amb l'afectació al gangli basal. Aquests actua sobre la força i càlcul de l'esforç que es necessita per fer un moviment. Hi ha la via directe i la indirecte. La directe envia informació motora i sensorial al escorça cerebral i la segona impedeix al tàlem comunicar-se amb el escorça motor, i així, apareixen els símptomes hipocinètics.

## Factors demogràfics
Hi ha tota una sèrie de condicions que incrementen la possibilitat de desencadenar simptomatologia hipocinètica. Per exemple, el gènere i l'edat. Pel que fa al gènere, afecta mes als homes que a les dones, ja que aquestes tenen nivells de dopamina superiors. Això, quan parlem de població jove, ja que, en la població més envellida la situació s'inverteix.
Pel que fa a l'edat, si l'inici es produeix en població jove la simptomatologia és diferents que en població més gran. Menys de 45 anys es mostra rigidesa muscular i distonia. La població més gran presenta dificultat per caminar sense distonia.

## Tractament
Hi ha tota una sèrie de tractaments que poden ajudar a controlar aquesta simptomatologia. Per exemple, estimulació cerebral profunda, fàrmacs, metilfenidat, entre d'altres.